# Belagerung von Bonn (1588)
Die Belagerung von Bonn dauerte von März bis September 1588. Sie fand während des Truchsessischen Krieges statt. Die Verteidiger auf Seiten des abtrünnigen Erzbischofs Gebhard I. von Waldburg wurden von Martin Schenk von Nideggen geführt. Die angreifenden und schließlich siegreichen Spanier wurden von Charles III. de Croÿ kommandiert. Durch Flugschriften und zeitungsähnliche Berichte wurde die Belagerung zu einem zeitgenössischen Medienereignis.

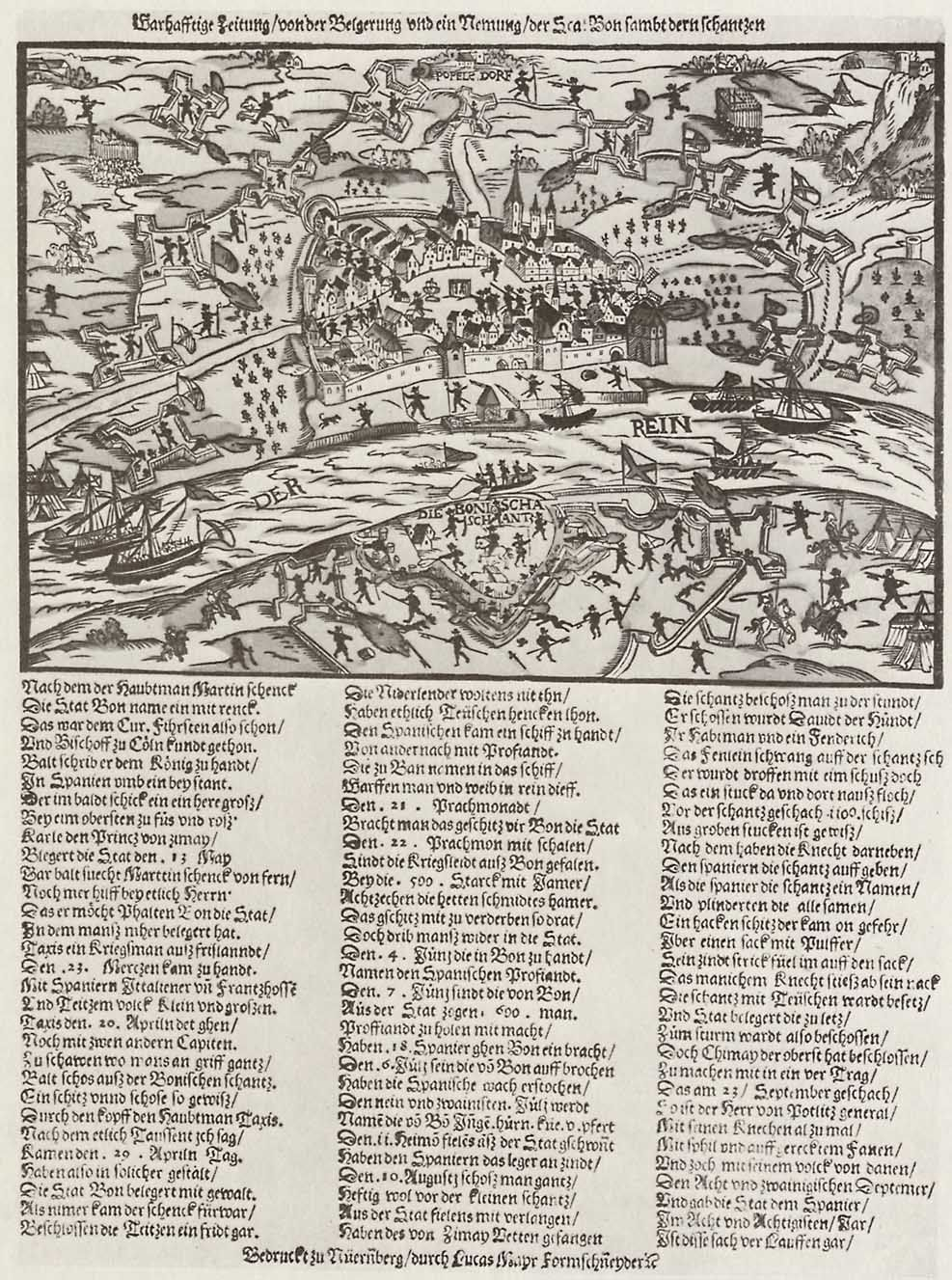
Seite aus der Warhafftige Newe Zeytunge/Von der Belagerung und Einemung der Statt Bonn (1588)

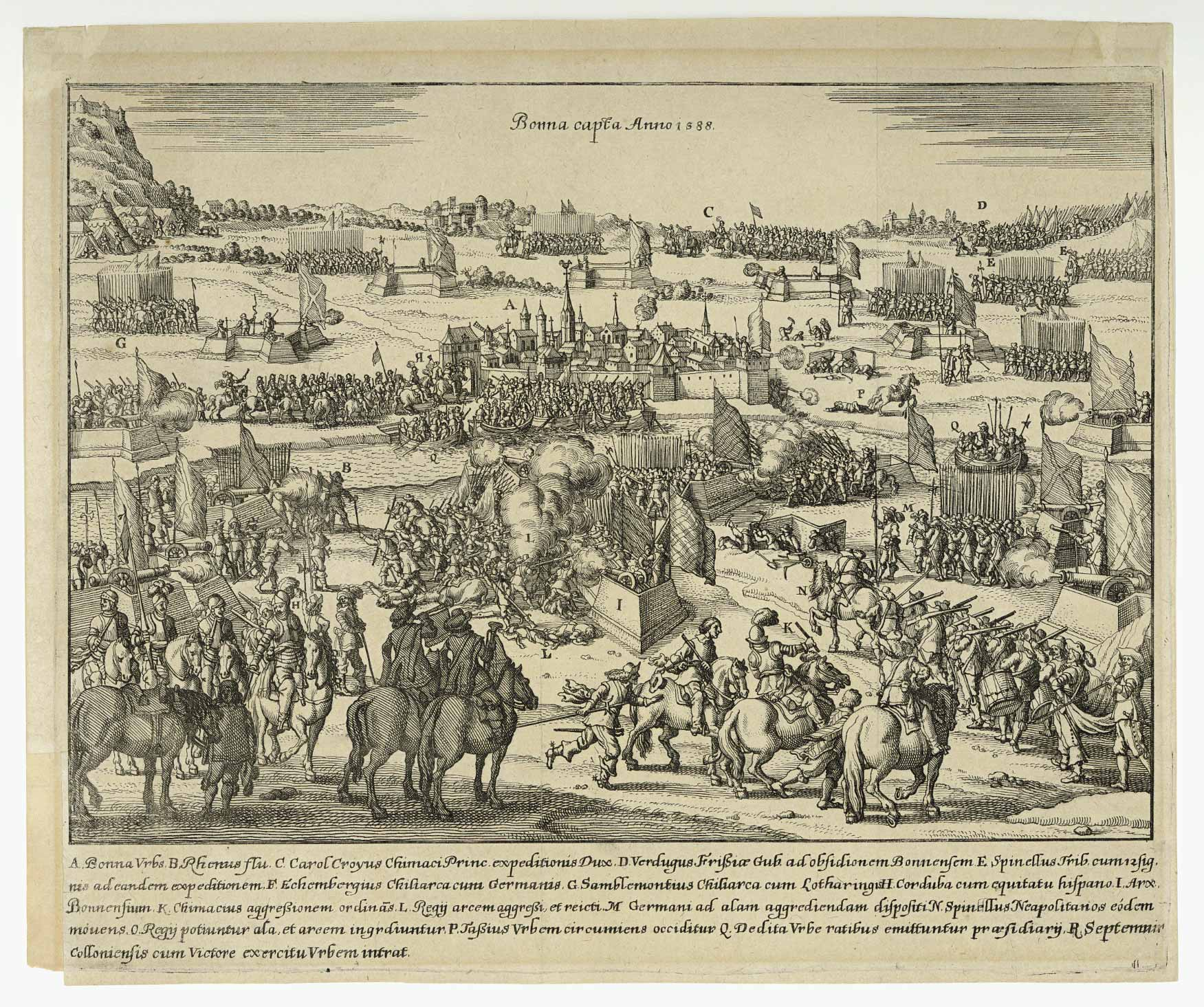
Jan Miel: Bonna Capta. Eroberung von Bonn durch Charles de Croy, Herzog von Chimay im Jahr 1588

## Vorgeschichte
Die Stadt Bonn war die Residenzstadt der Kölner Kurfürsten. Entsprechend groß war ihre Bedeutung für den Kurstaat. Nachdem Erzbischof und Kurfürst Gebhard I. von Waldburg zum Protestantismus übergetreten war, kam es zum Kölner Krieg, auch Truchsessischer Krieg genannt. Auf Seiten von Gebhard kämpften unter anderem kurpfälzische Truppen, auf der Gegenseite, vom Kölner Domkapitel zur Hilfe gerufen, unter anderem bayerische und spanische Truppen.
Die Stadt Bonn hatte Gebhard 1582 militärisch besetzt. Im folgenden Jahr wurde sie erstmals während dieses Krieges belagert. In der Stadt kommandierte mit Karl Truchseß ein Bruder des Kurfürsten. Gegen dessen Willen übergab die Besatzung die Stadt gegen freien Abzug zu Beginn des Jahres 1584 an die Belagerer.
Es gelang dem truchsessischen Kommandanten Martin Schenk von Nideggen, die Stadt durch einen Handstreich Ende Dezember 1587 wieder für den offiziell längst für abgesetzt erklärten Gebhard zurückzugewinnen. Die Gegenseite versuchte, durch Verhandlungen die Truppen zum Abzug zu bewegen. Dies gelang nicht. Stattdessen begannen insbesondere spanische Truppen unter dem Kommando von Charles de Croy mit der Belagerung.

## Verlauf
Seit Ende Februar 1588 erschienen spanische Truppen vor der Stadt und bereiteten die Belagerung vor. Dies erwies sich als äußerst langwierig. Den Spaniern fehlte es lange an den nötigen Geschützen. Auch fehlte es an Nachschub und die Söldner wurden zeitweise nicht bezahlt. Stattdessen plünderten sie das Umland aus. Im Juni bekamen die Belagerer durch ein weiteres Regiment, bestehend aus meist italienischen Söldnern, Verstärkung. Schließlich trafen auch die schweren Kanonen ein.
Schenk von Nydeggen bemühte sich um Hilfe von außen. Dazu wandte er sich sogar an Elisabeth I. von England. Der Belagerungsring war augenscheinlich noch nicht besonders eng, weil er selbst im Mai nach England reisen konnte. Allerdings sandte ihm keiner der protestantischen Fürsten Hilfstruppen zum Entsatz.
Verschiedentlich kam es zu kleineren Ausfällen und Kämpfen zwischen beiden Seiten. Vergeblich suchte Ernst von Bayern, der seit 1583 offiziell Nachfolger Gebhards war, zu vermitteln. Auch der Appell von Kaiser Rudolf II. zur Übergabe blieb erfolglos. Seit August wurde die Stadt systematisch beschossen. In der Folge gelang es den Belagerern, Teile der Befestigungswerke, darunter die Beueler Schanze, im Vorfeld der eigentlichen Stadt zu erobern. Zudem befanden sich angeblich starke Verstärkungen für die Angreifer im Anmarsch.
Daher war Schenk nunmehr zu Verhandlungen bereit. Es wurde der Besatzung ein ehrenvoller Abzug unter Waffen gewährt. In der Folge übergab er am 24. September 1588 die Stadt. Spanische Truppen blieben bis 1594 in Bonn stationiert.

## Medienereignis
Frühmoderne Massenmedien, etwa Zeitungen aus dem Haus Fugger und andere Flugschriften, berichteten ausführlich und regelmäßig über alle Details der langen Belagerung. Der Bericht über die Eroberung der Stadt war offenbar so gefragt, dass die entsprechende Zeitung acht Mal nachgedruckt wurde. Auch zahlreiche Stiche, Karten und andere Darstellungen entstanden aus Anlass der Belagerung.

## Quelle
- Warhafftige Newe Zeytunge/Von der Belagerung und Einemung der Statt Bonn (...) Cölln [1588] Digitalisat